# Дашт
Дашт (вірм. Դաշտ, дослівний переклад українською — поле) — село в марзі Армавір, на заході Вірменії. Село розташоване за 7 км на північ від міста Вагаршапат, за 2 км на північ від села Шаумян, за 2 км на південний схід від села Айгешат та за 5 км на південь від села Ошакан і 4 км на південний захід від села Сасунік, що розташовані у сусідньому марзі Арагацотн. Неподалік від села розташована фортеця 1 тисячиліття до н.е.